# Villers-aux-Érables
Villers-aux-Érables is een gemeente in het Franse departement Somme (regio Hauts-de-France) en telt 121 inwoners (2004). De plaats maakt deel uit van het arrondissement Montdidier.

## Geografie
De oppervlakte van Villers-aux-Érables bedraagt 4,4 km², de bevolkingsdichtheid is 27,5 inwoners per km².
De onderstaande kaart toont de ligging van Villers-aux-Érables met de belangrijkste infrastructuur en aangrenzende gemeenten.

## Demografie
Onderstaande figuur toont het verloop van het inwonertal (bron: INSEE-tellingen).